# Podlesie (Dzierżoniów, Baja Silesia)
Podlesie (alemán: Kunsdorf) es una localidad del distrito de Dzierżoniów, en el voivodato de Baja Silesia (Polonia). Se encuentra en el suroeste del país, dentro del término municipal de Niemcza, a unos 5 km al sudeste de la localidad homónima y sede del gobierno municipal, a unos 23 al este de Dzierżoniów, la capital del distrito, y a unos 51 al sur de Breslavia, la capital del voivodato. Podlesie perteneció a Alemania hasta 1945, año en el que pasó a formar parte del voivodato polaco de Breslavia. Entre 1975 y 1998 perteneció al voivodato de Wałbrzych.
- Datos: Q7206885
- Multimedia: Podlesie, powiat dzierżoniowski / Q7206885